# Adamești, Cetatea Albă
Adamești (în ucraineană Адамівка, transliterat: Adamivka) este localitatea de reședință a comunei Adamești din raionul Cetatea Albă, regiunea Odesa, Ucraina.

## Demografie
Componența lingvistică a localității Adamești
     Ucraineană (90,43%)
     Rusă (7,29%)
     Alte limbi (1,82%)
Conform recensământului din 2001, majoritatea populației localității Adamești era vorbitoare de ucraineană (90,43%), existând în minoritate și vorbitori de rusă (7,29%).